# Альберт Джон Лутулі
Альберт Джон Лутулі (1898, поблизу Булавайо, Зімбабве — 21 липня 1967 року, Стангер, провінція Натал, ПАР) — південноафриканський політик, президент Африканського національного конгресу, борець з апартеїдом. Перший африканець, удостоєний Нобелівської премії миру (1960).

## Біографія
Син зулуського місіонера адвентистів сьомого дня Джона Буньяна Лутулі і його дружини Мтоньі Гумеде народився в Родезії, поблизу Булавайо. Після смерті батька він з матір'ю повернулися в ПАР, де вперше пішов до школи. У 1917 році закінчив учительську школу в Інвендейлі і став директором і єдиним викладачем школи в Блаубосхі (Натал). Отримавши премію від департаменту з освіти провінції Натал, Лутулі продовжив протягом двох років освіту в коледжі місії Адамса, а потім 13 років викладав там. У 1935 році звільнився з коледжу і через рік став вождем племені в Гроутвіллі.
У 1944 році вступив в Африканський національний конгрес, а в 1948 році обраний головою натальского відділення АНК, в 1951 році очолив його в провінції Квазулу. У 1952 році став президентом АНК. Він почав поїздки по всій країні, засуджуючи закони про пропуски і освіту банту і закликав до ненасильницького протесту. У наступні роки він неодноразово заарештовувався, його висилали. На нього було накладено 5-річну заборону покидати своє житло далі, ніж на 15 миль (24 км), який в 1960 році був знятий лише щоб заарештувати його після того, як Лутулі спалив свій внутрішній пропуск в знак протесту проти Шарпевілльської бійні.
У 1960 році Лутулі був нагороджений Нобелівською премією миру «За прагнення утвердженню справедливості між людьми і народами». На 1962—1965 роки був обраний ректором Університету Глазго студентами останнього, але це залишилося формальністю, оскільки уряд ПАР, дозволивши Лутулі з дружиною виїхати на вручення Нобелівської премії, більш не дозволяло йому залишати країну. У 1962 році опублікував автобіографію під назвою «Відпусти мій народ» (Let My People Go).
Загинув 21 липня 1967 року за колесами поїзда. Похований в Гроутвіллі.

## Канонізація
Англіканський Святий. День пам'яті - 21 липня.